# Isidoro Fagoaga
Isidoro Fagoaga (Navarra, 4 aprile 1893 – San Sebastián, 16 marzo 1976) è stato un tenore spagnolo.

## Biografia
All'età di quattordici anni Fagoaga si trasferì in Argentina per vivere con suo zio. Conobbe i cantanti Florencio Constantino e Titta Ruffo a Buenos Aires e, con loro, fece il passo per andare in Italia.
Ritornò in patria durante la prima guerra mondiale, ma esordì intorno al 1920 con l'aiuto di Antonio Paoli e Julian Gaiarre al Teatro Real di Madrid nel Sansone e Dalila.
Era un ottimo tenore drammatico, il suo nome si diffuse in tutto il mondo ed era il cantante principale delle opere di Richard Wagner, mettendosi in evidenza nella La Valchiria al Teatro di San Carlo (1922), nella Tetralogia, nel Tristano e Isotta e nel Parsifal.
Giunto alla ribalta in un periodo prevalentemente scarseggiante di tenori wagneriani, egli venne presto considerato un elemento indispensabile ai teatri italiani per la voce schiettamente drammatica, la quadratura musicale e la prestanza scenica.
Ha iniziato a scrivere nel 1936 e ha promosso le riviste Gernika e Eusko Jakintza a Buenos Aires. Scrisse in spagnolo e si occupò principalmente di questioni basche.
Nel 1937, a causa del bombardamento di Guernica, decise di abbandonare l'Italia e il teatro, e quando si trasferì nei Paesi Baschi Settentrionali, fu arrestato e portato nel campo di concentramento di Gurse. Partì e fu esiliato a Saint-Jean-de-Luz e in Argentina. Il giornalista Rafale Pikabea di Saint-Jean-de-Luz ha creato la rivista Guernica e Fagoaga ha contribuito all'iniziativa fin dall'inizio. Dopo la morte di Pikabea, Fagoaga si occupò di continuare con la rivista. Una volta in Argentina, ha continuato il suo lavoro con la rivista fino al 1953. Nel 1964 tornò nei Paesi Baschi, a San Sebastián.